# 南港 (昆士蘭州)
南港（Southport），或譯紹斯波特，是澳大利亞昆士蘭州黃金海岸市的一區；南與本市之市中心冲浪者天堂區相鄰，北與州內私人渡假特區神仙灣（Sanctuary Cove）接壤。

## 交通
區內有黃金海岸輕鐵南港及南港南站來往巿內各區。

## 沿革
最早，澳大利亞政府曾規劃，於本區為昆士蘭的南部興建一座海港。然而此構想與發展趨勢未謀合，所以未予執行。發展至今，「南港」依舊無港，卻成為集合了餐廳、咖啡廳、購物中心、公園的繁華地段。此地唯一與「港」有關的則與當地居民住宅後院多有人工湖、擁私人船港供遊艇出遊，且位於昆士蘭之南部而聞名。

## 教育
本市南港區內有格里菲斯大學的最大校區－黃金海岸分校，校內設有昆士蘭州第二所醫學院（Griffith Health），多所公私立高中亦雲集於此。